# Johanne James
 (septembre 2018).
Si vous disposez d'ouvrages ou d'articles de référence ou si vous connaissez des sites web de qualité traitant du thème abordé ici, merci de compléter l'article en donnant les références utiles à sa vérifiabilité et en les liant à la section « Notes et références ».
Johanne James est un batteur anglais jouant dans les groupes Threshold et Kyrbgrinder.

## Biographie
- Threshold

Johanne commence à jouer avec Threshold en tant que batteur de session sur les tournées de Extinct Instinct et Clone. À la fin de cette tournée, il rejoint officiellement le groupe (en remplaçant le batteur de studio Mark Heaney).
C'est sur l'album Subsurface que l'on trouve son unique composition, What About Me qui fait figure de titre bonus sur l'édition spéciale.
- Kyrbgrinder

En 2006, Johanne fonde son propre groupe, Kyrbgrinder, de style heavy metal où il est aussi le chanteur principal et où il écrit l'intégralité des textes. Le groupe sort son premier album en 2007 : Defiance.
On retrouve d'ailleurs sur cet album, What About Me, qu'il avait joué avec Threshold.
- Récompenses

Il fut récompensé deux fois "Meilleur Batteur" en 2004/2005 et 2006/2007 par le magazine Classic Rock.

## Discographie

### Threshold
- 2001: Hypothetical (studio)
- 2002: Concert In Paris (live)
- 2002: Critical Mass (studio)
- 2003: Wireless (acoustic sessions)
- 2004: Critical Energy (live)
- 2004: Subsurface (studio)
- 2004: Replica (mix)
- 2006: Surface To Stage (live)
- 2007: Dead Reckoning (studio)
- 2012 : March of Progress (studio)
- 2014 : For the Journey (studio)
- 2017 : Legend of the Shires (studio)

### Kyrbgrinder
- 2007: Defiance (studio)